# MTV Unplugged 2.0
MTV Unplugged 2.0 es el primer álbum en directo de la banda estadounidense de rock alternativo Dashboard Confessional. Fue lanzado el 17 de diciembre de 2002 a través de Vagrant Records. La banda también es el primer artista con ventas no Platino que aparece en MTV Unplugged. "Screaming Infidelities" fue lanzado como sencillo.

## Recepción
MTV Unplugged 2.0 vendió 34.000 copias en su primera semana y 149.000 copias en agosto de 2003. Después de unos meses, la RIAA certificó el álbum Platino, indicando un envío de entre 100.000 y 200.000 unidades, ya que se considera un vídeo de larga duración. El álbum es el primero en alcanzar el puesto número 1 en la lista de Top Heatseekers y en la lista Top Independent Albums. El álbum alcanzó el puesto 111 en el Billboard 200.

## Lista de canciones
Todas las canciones fueron escritas por Chris Carrabba.
1. "The Swiss Army Romance" – 3:08
2. "The Best Deceptions" – 4:31
3. "Remember to Breathe" – 3:48
4. "The Good Fight" – 2:30
5. "The Sharp Hint of New Tears" – 2:54
6. "So Impossible" – 3:03
7. "The Places You Have Come to Fear the Most" – 3:11
8. "Turpentine Chaser" – 3:46
9. "Living in Your Letters" – 4:31
10. "For You to Notice" – 4:53
11. "The Brilliant Dance" – 3:18
12. "Screaming Infidelities" – 3:44
13. "Saints and Sailors" – 2:33
14. "Again I Go Unnoticed" – 2:43
15. "Hands Down" – 3:56

## Personal
Dashboard Confessional
- Chris Carrabba - voz, guitarra
- Johnny Lefler – guitarra, piano
- Dan Bonebrake - bajo
- Mike Marsh - batería